# Selección de críquet de Australia
La Selección de críquet de Australia es el equipo que representa al país en las competiciones oficiales. Está dirigida por la Australian Cricket Board. Es una de las selecciones más exitosas en este deporte, ha participado en todas las ediciones de la Copa del Mundo de Críquet y es el equipo que más campeonatos ha ganado, en cinco ocasiones.
Su primer test match lo jugó en 1877 contra Inglaterra ganado por 45 carreras. Ha obtenido 226 victorias y 95 derrotas en 398 partidos Test, destacándose 91 victorias ante Inglaterra, 35 ante Indias Occidentales, 28 ante India, 22 ante Sudáfrica, 21 ante Pakistán y 15 ante Nueva Zelanda.
Australia ha triunfado en 533 de 862 partidos ODI, destacándose 86 ante Nueva Zelanda, 80 ante Inglaterra, 70 ante Indias Occidentales, 68 ante India, 58 ante Pakistán y 48 ante Sudáfrica.
En la Copa Mundial de T20, Australia ha obtenido el segundo puesto en 2010 y el tercero en 2007 y 2012.

## Historial en la Copa del Mundo
- 1975: Segundo lugar.
- 1979: Primera ronda.
- 1983: Primera ronda.
- 1987: Campeón.
- 1992: Primera ronda.
- 1996: Segundo lugar.
- 1999: Campeón.
- 2003: Campeón.
- 2007: Campeón.
- 2011: Cuartos de final.
- 2015: Campeón.
- 2019: Semifinales.
- 2023: Campeón.

## Estadios nacionales
- Melbourne Cricket Ground - 107 Tests, 144 ODI
- Sydney Cricket Ground - 103 Tests, 151 ODI
- Adelaide Oval - 73 Tests, 81 ODI
- Brisbane Cricket Ground - 58 Tests, 75 ODI
- WACA Ground - 42 Tests, 78 ODI